# 台北101夥伴碑
25°02′00″N 121°33′51″E / 25.033304°N 121.564043°E
台北101伙伴碑，是位於臺灣臺北市信義區台北101前的七座工殤紀念碑，設立緣由是2002年331大地震工安事件。

## 事由
台北101建造時，頂樓共有四座澳洲進口的塔式吊車，分架於東南西北四方位，東西兩側負載能力約三百四十噸，南北兩側負載能力約一千三百五十噸負載能力，其中只有南北兩側塔吊的夾支層有加裝以防掉落的固定護條。
2002年3月31日下午2點52分54秒，花蓮強震，位在台北101第五十六層頂樓的東、西側塔吊機具塔吊因搖晃角度過大，再加上載運數公噸的鋼筋，栓在塔吊人字臂間的高張力螺絲無法負荷而鬆脫，在塔吊操作的陳信陽、陳又禎因此隨人字臂掉落。
工人孫同英、陳錦水被送往台北醫學大學附設醫院救治，但孫同英到院前死亡，陳錦水則於深夜10點51分不治。
| 姓名   | 年齡 | 備註 |
| ------ | ---- | --- |
| 陳又禎 | 31歲 | 退伍後在神州建機擔任塔式吊車操作手，出事時妻子剛懷三個月身孕。 |
| 陳錦水 | 45歲 | 生年為1956年，與妻子育有四名兒子，夫妻開麵包店，但經營不善倒閉，加上妻子患了精神方面的疾病、兒子的學費，因此只好四處打工，每個月僅回家一兩次。 事後，兒子陳聖翰表示自十歲開始，父親就從事鷹架工作，他常想像父親從高空墜落，早有心理準備。                                                              |
| 林建成 | 24歲 | 強震之日剛好是其生日的前一天，當時他將安全帶綁住五十六樓副柱，突然發生地震，頂樓的人字臂倒塌擊中支撐副柱，因此墜樓身亡。目睹一切的兄長林見佑急忙從樓頂狂奔而下，再一次看到弟弟時，弟弟已血肉糢糊倒臥在一樓的機具當中。                                                                                 |
| 孫同英 | 25歲 | 退伍後，考上台北科技大學夜間部，白天在擔任水電技工賺生活費及學費。他在台北101擔任估價的助理工程師，事發時他原在四樓的建築事務所。當時，他連忙拉著一起打工的女友往樓下跑，但他卻被四樓砸下來的鋼筋身亡。 當智邦科技給罹難者家屬每戶廿萬元時，叔叔孫全忠出面婉拒，請求智邦公司把善款捐給更需要幫助的人。 |
| 陳信陽 | 31歲 | 在神州建機擔任塔式吊車操作手。出事時，兒子出生才剛滿月。 邱姓妻子在現場見殯葬業者搬動丈夫遺體時，結婚戒指與金鍊子還在，但移至殯儀館後，戒指與金鍊子都不見。 |

此次五條人命，一度引發二家殯葬業者搶生意。一家向另一家撂下狠話，將出動天道盟份子「主持公道」，並向某臺北市議員說臺北市政府警察局與另一家殯葬業者利益輸送，導致該議員隨後致電大罵警方。最後兩家殯葬業者經過協商，同意讓第三家殯葬業者承攬，利益由三家均分。

## 立碑
2002年4月4日，工作傷害受害人協會、工人立法行動委員會成員約廿人，赴臺北市政府陳情，希望臺北市政府促使為這五名勞工建立工殤碑。罹難勞工林建成的兄長林建信說，補償都是一時的、短期的，若要永遠記下這些勞工的貢獻以及強化民眾對施工安全的觀念，建立工殤碑是可行的方式。臺北市政府勞工局局長鄭村棋接見時表示支持此一構想，願向時任臺北市市長馬英九報告，並全力促成建商建碑。
4月6日，臺北市立第二殯儀館舉辦頭七法會，由法鼓山果東法師主持，時任臺北市市長馬英九率領臺北市政府勞工局局長鄭村棋、臺北市政府社會局局長陳皎眉、臺北市政府新聞處處長吳育昇等首長，向五名罹難者牌位上香。馬英九在場表示會支持金融大樓周邊擇地興建工殤紀念碑的想法。
2002年4月26日，中華民國工作傷害受害人協會、工人立法行動委員會、台北市產業總工會及台北金融大樓公司，共同在台北金融中心工地前舉行記者會，宣布將在該中心內設立紀念碑。
工作傷害受害人協會、工人立法行動委員會、台北市產業總工會共同推動、歷經廿餘次會議才定案工殤碑，幾經討論，最後碑取名「夥伴」。以七彩琉璃透明材質、高3公尺、厚約60公分、寬2公尺的規模，將上萬名勞工姓名臚列其上，共七座。除紀念331大地震身亡的五名工人，還包含之後因工安辭世的張達權。
2004年4月28日，國際工殤日，工殤碑動工。由李祖原聯合建築師事務所設計，以七巧板拼貼的概念，象徵來自各國的工作夥伴打造新地標的合作精神。琉璃磚委由新加坡業者製作，每顆磚頭刻上四個名字，一共有一萬五千名以上的相關人員列名。工運團體定於4月28日舉行工殤碑活動，2007年舉行落成。